# ペガサスワールドカップデー
ペガサスワールドカップデー（Pegasus World Cup Day）とは、毎年1月下旬にアメリカ合衆国のガルフストリームパーク競馬場で開催されるペガサスワールドカップの開催日、および同日に行われる重賞競走の総称である。

## 歴史
- 2017年
  - ペガサスワールドカップが新設。[1]
- 2018年
  - フレッド・W・フーパーステークスがアンダーカードに追加。[2]
- 2019年
  - ペガサスワールドカップターフが新設。[3]
- 2020年
  - 競走当日の薬物使用が全面禁止となる。[4]
  - 出走枠購入方式が廃止される。[4]
  - インサイドインフォメーションステークスがアンダーカードに追加。[5]
  - ハリケーンバーティーステークスがアンダーカードから除外。[6]
- 2021年
  - マルシュアズリバーステークスがアンダーカードに追加。[7]
- 2022年
  - マルシュアズリバーステークスがペガサスワールドカップフィリー&メアターフに改名し、アンダーカードからメインレースに昇格。[7][8]
- 2024年
  - ペガサスワールドカップフィリー&メアターフが国際G2に格上げ。[9]

## 実施される競走一覧
| 施行順   | 競走名                                    | 競走格 | 出走条件    | 施行コース | 賞金総額  |
| -------- | ----------------------------------------- | ------ | ----------- | ---------- | --------- |
| 第6競走  | ラプレボヤンテステークス                  | G3     | 4歳以上牝馬 | ダート12f  | 15万ドル  |
| 第7競走  | インサイドインフォメーションステークス    | G2     | 4歳以上牝馬 | ダート7f   | 20万ドル  |
| 第8競走  | ウィリアム・L・マクナイトステークス       | G3     | 4歳以上     | 芝12f      | 20万ドル  |
| 第9競走  | フレッド・W・フーパーステークス           | G3     | 4歳以上     | ダート8f   | 15万ドル  |
| 第10競走 | ペガサスワールドカップフィリー&メアターフ | G2     | 4歳以上牝馬 | 芝8.5f     | 50万ドル  |
| 第11競走 | ペガサスワールドカップターフ              | G1     | 4歳以上     | 芝9.5f     | 100万ドル |
| 第12競走 | ペガサスワールドカップ                    | G1     | 4歳以上     | ダート9f   | 300万ドル |